# Zawitinsk
Zawitinsk – miasto w Rosji, w obwodzie amurskim. W 2010 roku liczyło 11 481 mieszkańców.